# Костянтин II (цар Картлі)
Костянтин II (груз. კონსტანტინე II; пом. 1505) — цар Картлі (1478–1505), онук царя Олександра I Великого. Останній правитель єдиного Грузинського царства.

## Життєпис
1465 року разом із дядьком, царем Георгієм VIII, був взятий в полон правителем (атабагом) Кваркваре II. Утік з полону, укріпився в Кутаїсі, але тим часом грузинський трон захопив та проголосив (1466) себе царем Баграт VI. У той же час Георгій VIII, звільнений з полону Багратом VI, вирушив до Кахетії та заснував там царство. 1468 року Костянтин II був змушений визнати Баграта VI царем.
Хоч він і називав себе царем, оскільки мав владу на певній території, але фактично то були часи двоцарства. 1478 року цар Баграт VI помер. Костянтин подолав опір сина Баграта VI Олександра і став царем Картлі-Імеретінського царства. 1483 року його в бою розбив Кваркваре II. Зважаючи на це, Олександр II захопив Кутаїсі та проголосив себе царем Імереті. 1487 року Костянтин II вигнав Олександра II, проте у зв'язку з тим, що в той же час на Картлі напав Якуб Хан, він був змушений залишити Імереті, де знову воцарився Олександр II (1489).
На початку 1490-их років Костянтин II визнав факт розпаду Грузії на окремі царства: Картлі, Кахеті й Імереті, хоча й після цього боровся за возз'єднання, а також проти османів і персів. У зв'язку з цим він відрядив послів до Каїра (Єгипет) до мамлюкського султана Ашрап Сеїф Ал-дін Кайтбея, папи римського та короля Іспанії. Втім, його спроби виявились невдалими.
Помер 27 квітня 1505 року, передавши Картлійське царство своєму сину, Давиду.